# Batrochoglanis melanurus
Batrochoglanis melanurus é uma espécie de peixe da família Pseudopimelodidae, na ordem dos Siluriformes.

## Morfología
Os machos podem chegar atingir os 13,7 cm de comprimento total.

## Habitat
É um peixe de água doce e de clima tropical.

## Distribuição geográfica
Encontram-se em América do Sul, mais especificamente, no Brasil.